# Esquerra Verda
A Esquerra Verda (original em catalão; Esquerda Verde, em português, EV) é um partido político da Catalunha. A EV foi fundada em 2021, sendo herdeiro da coligação Iniciativa pela Catalunha Verdes.
Define-se como "um partido democrático, de esquerda, ambientalista, catalanista, republicano, feminista, municipalista e internacionalista", ou seja, de ideologia ecossocialista. Faz parte da coligação Catalunha em Comum-Podemos, e consequentemente de Sumar, com assento noParlamento Europeu pela mão do Partido Verde Europeu.
A assembleia elegeu presidente honorário Joan Saura e os coordenadores políticos Anna Martin e Andreu Mayayo que, com Julia Boada, Lluís Camprubí e Mireia Marin, formam o conselho coordenador colegiado. Desta gestão fez parte de uma comissão executiva de 22 pessoas, escolhida com 92,8% de votos favoráveis. Incluía, além dos membros da gestão coletiva, Ernest Urtasun, ministro da cultura em funções da décima quinta legislatura espanhola e também porta-voz de Sumar. O partido também contou com um conselho nacional composto por 204 pessoas, ratificado com 93,5% de votos favoráveis, bem como uma comissão de Garantias e Qualidade Democrática formada por Jordi Guillot, Juan Carlos de la Catalan Torre e Genoveva, e uma Comissão Económica e Financeira formada por Laia Ortiz, Ricard Fernàndez e Carme Alcalde.
A formação mantém o compromisso de fazer parte do espaço político da Catalunha em Comum-Podemos, com os quais continuarão a partilhar candidaturas nas diversas instituições. No que diz respeito à ideologia política, tem como um dos seus objetivos estratégicos ser o “referente” do Partido Verde Europeu na Catalunha.